# Tamara Toumanova

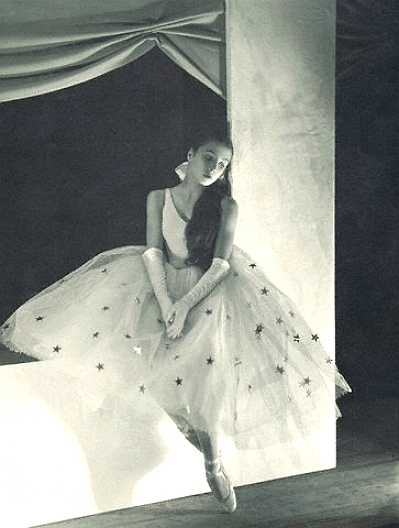
Tamara Toumanova.

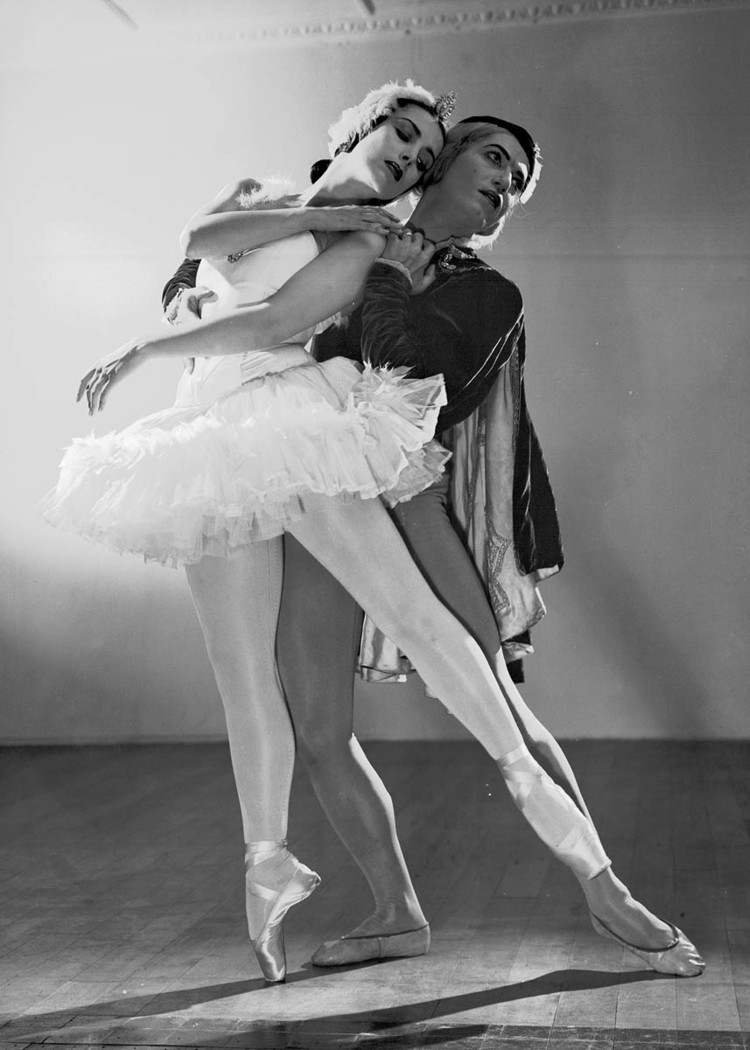
Tamara Toumanova et Serge Lifar.

Tamara Toumanova (Tamara Khassidovitch,, Tamara Toumanichvili, en russe Тамара Туманова ; 2 mars 1919, Tioumen - 29 mai 1996, Santa Monica) est une ballerine et actrice georgienne ou arménienne.

## Biographie
Sa famille quitte la Russie pour Shanghai, où ils vivent une année avant de s'installer au Caire. Après avoir passé une longue période dans un camp de réfugiés, la famille s'installe à Paris, où la petite Tamara reçoit des cours de piano et étudie le ballet avec la grande Olga Preobrajenska.

« Preobrajenska était ma première et seule professeur permanente.
J'ai toujours pensé que Madame Preobrajenska n'était pas seulement ma bien-aimée et inoubliable professeur, mais mon amie immortelle. »

Tamara Toumanova fait ses débuts à l'Opéra de Paris à l'âge de neuf ans dans L'Éventail de Jeanne, ballet pour enfant chorégraphié par Alice Bourgat et Yvonne Franck,,.
George Balanchine la remarque sur scène et la fait engager en 1933 aux Ballets russes de Monte-Carlo du colonel de Basil comme Baby ballerina. Elle est rapidement appelée « la perle noire du ballet russe ».
Balanchine chorégraphie le rôle de la jeune fille pour Tamara dans son ballet Cotillon et lui donne les rôles titres dans Concurrence et Le Bourgeois gentilhomme.
Léonide Massine travaille alors étroitement avec Tamara pour la création de beaucoup de ses ballets. Elle joue le rôle principal dans Jeux d'enfants. Balanchine crée un rôle pour elle dans Le Palais de cristal en 1947 à l'Opéra de Paris.
Aux États-Unis, Tamara Toumanova apparaît dans plusieurs films, comme Invitation à la danse de Gene Kelly (1956), Le Rideau déchiré d'Alfred Hitchcock (1966) et La Vie privée de Sherlock Holmes de Billy Wilder (1970).